# RIOT (Betriebssystem)
RIOT ist ein Open-Source-Betriebssystem für das Internet der Dinge (IoT) welches in echtzeit funktioniert (Realtime). Es ist unter der LGPL lizenziert und wurde ursprünglich von der Freien Universität Berlin, dem Institut national de recherche en informatique et en automatique (INRIA) und der Hochschule für Angewandte Wissenschaften Hamburg entwickelt.

## Geschichte
Das Vorgängerprojekt von RIOT hieß Feuerware und war als Betriebssystem für drahtlose Sensornetzwerke gedacht. Entwickelt wurde es im Rahmen des FeuerWhere Projekts, das Feuerwehrleute im Einsatz überwachen sollte. 2008 wurde an der Freien Universität Berlin mit der Entwicklung begonnen. Im Jahr 2010 kam es zu einer Abspaltung (Fork) von Feuerware und das Programm wurde in µkleos umbenannt. Damit einhergehend wurden IETF-Protokolle wie etwa 6LoWPAN, RPL und TCP implementiert um es für einen Einsatz im Internet anzupassen. 2013 erfolgte die Umbenennung in RIOT, um Probleme mit dem griechischen Buchstaben µ bei der Aussprache bzw. beim Schreiben zu umgehen.

## Technik
RIOT-Programme können in C und C++ geschrieben werden. Es ist im Gegensatz zu anderen kleinen Betriebssystemen wie TinyOS echtes Multithreading verfügbar. Für Linux und MacOS existieren native Portierungen, so dass Anwendungen auf dem Computer geschrieben und dann schnell auf echte Hardware portiert werden können, was das Debugging erleichtern soll. Dabei werden Standardwerkzeuge wie GNU Compiler Collection (GCC), GNU Debugger und valgrind benutzt. Aufgrund der Herkunft als Betriebssystem für Sensornetzwerke bei der Feuerwehr ist RIOT echtzeitfähig. Teile des POSIX-Standards sind implementiert.
Der Quellcode liegt auf GitHub und wird von einer freien Entwickler-Community mitentwickelt.